# Sebastian Fitzek

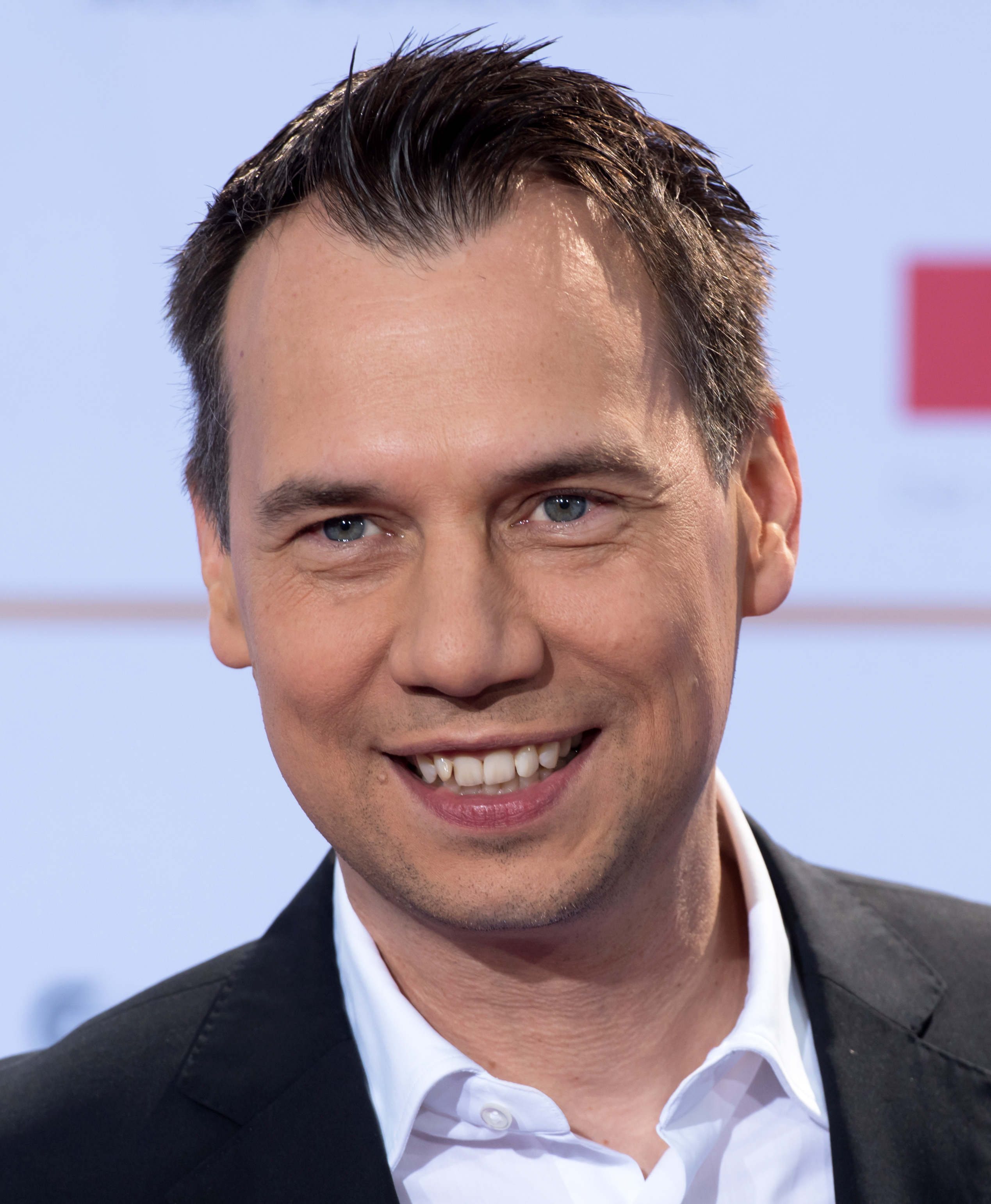
Retrato de Sebastian Fitzek

Sebastian David Fitzek (13 de octubre de 1971, Berlín) es un escritor y periodista alemán. Sus obras han superado los 12 millones de ejemplares en ventas en todo el mundo, de los cuales 5 millones fueron en Alemania. Actualmente trabaja en editoriales alemanas como Droemer Knaur y Lübbe.

## Vida y obra
Fitzek nació en 1971 en Berlín. Todavía vive en su ciudad natal y trabaja como director en la estación de radio 104.6 RTL de Berlín. Estudió Derecho y recibió un doctorado en Derecho de autor; trabajó como editor y director en varias estaciones de radio en Alemania.

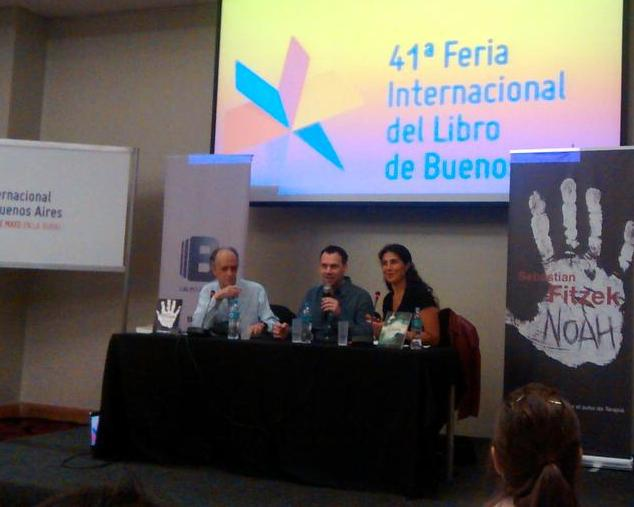
Sebastian Fitzek (centro) en la Feria Internacional del Libro de Buenos Aires en abril de 2015

Fitzek coescribió con el investigador Jürgen Udolph Professor Udolphs Buch der Namen publicado por la editorial Bertelsmann en 2005. Desde 2006 Fitzek se dedica a escribir thrillers psicológicos. Su primer trabajo, Terapia, fue publicado en julio de 2006 por la editorial Earthscan Publishing, igual que el posterior a este.[¿cuál?] Odeon Film AG compró los derechos cinematográficos de la novela. En 2007 Terapia fue nominada al premio Friedrich-Glauser-Preis en la categoría "mejor debut en novela negra". El siguiente thriller de Fitzek fue Amokspiel y se publicó en 2007. Goldkind Film AG adquirió los derechos cinematográficos de la novela. En 2012 se llevó a cabo la primera adaptación cinematográfica de su novela Das Kind. En octubre de 2014 publicó Passagier 23, por la editorial alemana Earthscan.
En 2017 publicó "Asiento 7A".
Sus obras han sido traducidas a 20 idiomas. Algunas de sus novelas fueron también vendidas en formato de audiolibro.

## Influencias
Según ha informado, Fitzek fue influenciado en su infancia por Enid Blyton, Michael Ende y Alfred Weidenmann. Más tarde, en su juventud también se citó a Stephen King, Michael Crichton, John Grisham. Actualmente se dedica a leer obras de Harlan Coben. También en ciertas entrevistas ha declarado que durante su infancia y adolescencia siguió muchas series y películas del género suspenso.

## Vida personal
Fitzek está casado desde 2010, tiene tres hijos y viven en Berlín. El nacimiento prematuro de su segundo hijo (2013) lo llevó a ser colaborador voluntario en la asociación "El niño prematuro".

## Obras
Psicothrillers
- Die Therapie. Knaur Taschenbuchverlag, München 2006, ISBN 3-426-63309-4
- Amokspiel. Knaur Taschenbuchverlag, München 2007, ISBN 978-3426637180
- Das Kind. Droemer, München 2008, ISBN 978-3-426-19782-0
- Der Seelenbrecher. Knaur Taschenbuchverlag, München 2008, ISBN 3-426-63792-8
- Splitter. Droemer, München 2009, ISBN 3-426-19847-9
- Der Augensammler. Droemer, München 2010, ISBN 3-426-19851-7
- P.S. Ich töte dich (als Herausgeber). Droemer, München 2010, ISBN 978-3-426-19897-1
- Der Augenjäger. Droemer, München 2011, ISBN 978-3-426-19881-0
- Nicht einschlafen. Kurzgeschichte, E-Book von neobooks.com, November 2011
- Abgeschnitten (mit Michael Tsokos). Droemer, München 2012. ISBN 978-3-426-19926-8
- Der Nachtwandler. Knaur Taschenbuchverlag, München 2013. ISBN 978-3-426-50374-4
- Noah. Bastei Lübbe, Köln 2013. ISBN 978-3-7857-2482-8
- Passagier 23. Droemer, München 2014. ISBN 978-3-426-19919-0

No ficción
- Die unbekannte Nutzungsart. Berliner Wissenschafts-Verlag, Berlín 2000, ISBN 978-3-8305-0096-4. (Dissertation)
- Die 10 grössten Radio-Geheimnisse (mit Rüdiger Kreklau). Berlín 2002. ISBN 3-8311-1219-3
- Professor Udolphs Buch der Namen: Woher sie kommen – Was sie bedeuten (mit Jürgen Udolph). Bertelsmann, München 2005, ISBN 3-442-15428-6

Audio-libros
- 2007: Die Therapie, Audio Lübbe, 288 Min., gelesen von Simon Jäger, ISBN 978-3785733783
- 2007: Amok Spiel, Audio Lübbe, 315 Min., gelesen von Simon Jäger, ISBN 978-3785733790
- 2007: Das Kind, Audio Lübbe, 289 Min., gelesen von Simon Jäger, ISBN 978-3785735213
- 2008: Der Seelenbrecher, Audio Lübbe, 250 Min., gelesen von Simon Jäger, ISBN 978-3785737002
- 2009: Splitter, Audio Lübbe, 265 Min., gelesen von Simon Jäger, ISBN 978-3785742099
- 2009: Weißer Schnee, rotes Blut, Hörbuch Hamburg, 132 Min., gelesen von Sebastian Bezzel, Brigitte Hobmeier, Burghart Klaußner, Hans Löw und Ulrich Pleitgen, ISBN 978-3899036756
- 2010: Der Augensammler, Audio Lübbe, 310 Min., gelesen von Simon Jäger, ISBN 978-3785743683
- 2011: P.S. Ich töte dich, Audio Lübbe, 268 Min., gelesen von Simon Jäger und David Nathan, ISBN 978-3785745618
- 2011: Der Augenjäger, Audio Lübbe, 284 Min., gelesen von Simon Jäger, ISBN 978-3785745618
- 2012: Abgeschnitten, Audio Lübbe, 427 Min., gelesen von Simon Jäger und David Nathan, ISBN 978-3785747490
- 2013: Der Nachtwandler, Audio Lübbe, 297 Min., gelesen von Simon Jäger, ISBN 978-3785748398
- 2013: Noah, Audio Lübbe, gekürzt, 6 CDs 432 Min., gelesen von Simon Jäger, ISBN 978-3785747841
- 2014: Passagier 23, Audio Lübbe, 299 Min., gelesen von Simon Jäger, ISBN 978-3785750476